# Миф о женском танковом экипаже из Казахстана
Статья о женском танковом экипаже, полностью состоявшем из девушек-казашек и воевавшем на фронте в годы Великой Отечественной войны, впервые была опубликована в карагандинской областной газете «Советтік Қарағанды» 22 августа 1944 года. В статье, написанной на казахском языке, сообщалось, что в действующей армии успешно воюет полностью женский экипаж, состоящий из девушек-казашек, добровольно вступивших в РККА: командира танка Жамал Байтасовой и членов экипажа Кулькен Токбергеновой, Кульжамилы Талканбаевой и Джамили Бейсенбаевой. В статье упоминалось о награждении экипажа медалями «За отвагу». Неоднократно предпринятые после окончания войны поиски названных девушек, военкомата, которым они были призваны, и части, в которой они могли служить, следов их биографии до войны, возможных родственников не увенчались успехом. Большинство публицистов, ведших поиски, не решились признать, что статья, вышедшая в годы войны, являлась художественным вымыслом. В Казахстане женский танковый экипаж регулярно упоминается в юбилейных статьях, посвящённых участию казахстанцев в Великой Отечественной войне, как реально существовавший.

## Первая публикация
Статья в газете «Советтік Қарағанды» была написана в виде письма с фронта, за подписью реального воина-казахстанца младшего сержанта Топатая Жунусова. Согласно данным сайта «Подвиг народа» Топатай Жунусов за бои в октябре 1944 года был награждён медалью «За отвагу» и орденом Отечественной войны II степени. В письме было упомянуто, что встреча с девушками-танкистами произошла во время их награждения медалями «За отвагу», к которым экипаж был представлен за бои на территории Литвы. Среди описаний подвигов женского танкового экипажа — уничтожения артиллерийских орудий и живой силы врага, есть и эпизод, когда девушка-наводчик Кулькен Токбергенова отправилась за линию фронта и успешно привела «языка».

## Позднейшее расследование
Впервые попытка выяснить судьбу отважных девушек-танкисток была предпринята накануне празднования 30-летнего юбилея Победы в 1975 году. Писатель-фронтовик Калмухан Исабаев в республиканской литературной газете «Қазақ әдебиеті» попросил откликнуться однополчан или родственников героинь, рассказать об их судьбе до и во время войны, но не получил ответа. Вновь попытки разыскать следы женского экипажа были предприняты в 2000-х годах в независимом Казахстане. Но все запросы в Центральный архив Министерства обороны России в Подольске дали отрицательные ответы — никаких сведений о службе женщин из Казахстана с такими или похожими именами в танковых или других частях в архиве нет, как нет и сведений о награждении их государственными наградами.
Тем не менее, реальность существования и подвигов женского танкового экипажа в большинстве статей в казахстанской прессе и на сетевых ресурсах не ставится под сомнение, во множестве юбилейных статей, выходящих к очередной годовщине победы в Великой Отечественной войне, имена Жамал Байтасовой, Кулькен Токбергеновой, Кульжамилы Талканбаевой и Джамили Бейсенбаевой упоминаются в ряду с именами настоящих героинь казахского народа — Маншук Маметовой, Алии Молдагуловой, Хиуаз Доспановой и других.